# José Morante Zarco
José Morante Zarco es un historietista español (Melilla, 1928). 

## Biografía
José Morante inició su carrera en el suplemento "La Hora del Recreo" del diario Levante, continuando la serie Aventuras de Colilla y su Pato Banderilla en 1955. Posteriormente colaboró con Maga y los semanarios humorísticos de Valenciana "Pumby" y "Jaimito".
En 1972 creó la serie Patrulla Atómica para Bruguera, pero otras muchas, como Igloo, Tagada, Textone o Johnny Pistel, se exportaron a través de agencias para el mercado exterior.

## Obra
| Años | Título                                    | Guionista                   | Tipo                      | Publicación                    |
| ---- | ----------------------------------------- | --------------------------- | ------------------------- | ------------------------------ |
| 1955 | Aventuras de Colilla y su pato Banderilla |                             | Serie, tras Vicente Ramos | La Hora del Recreo             |
| 1959 |                                           | Historietas autoconclusivas | Apache (Maga)             |                                |
| 196? | Platanín                                  |                             | Serie                     | Pumby                          |
| 1970 | Los Benito tienen coche                   |                             | Serie                     | Jaimito                        |
| 1972 | Patrulla atómica                          |                             | Serie                     | Zipi y Zape, Super Zipi y Zape |